# ADAT XT-20

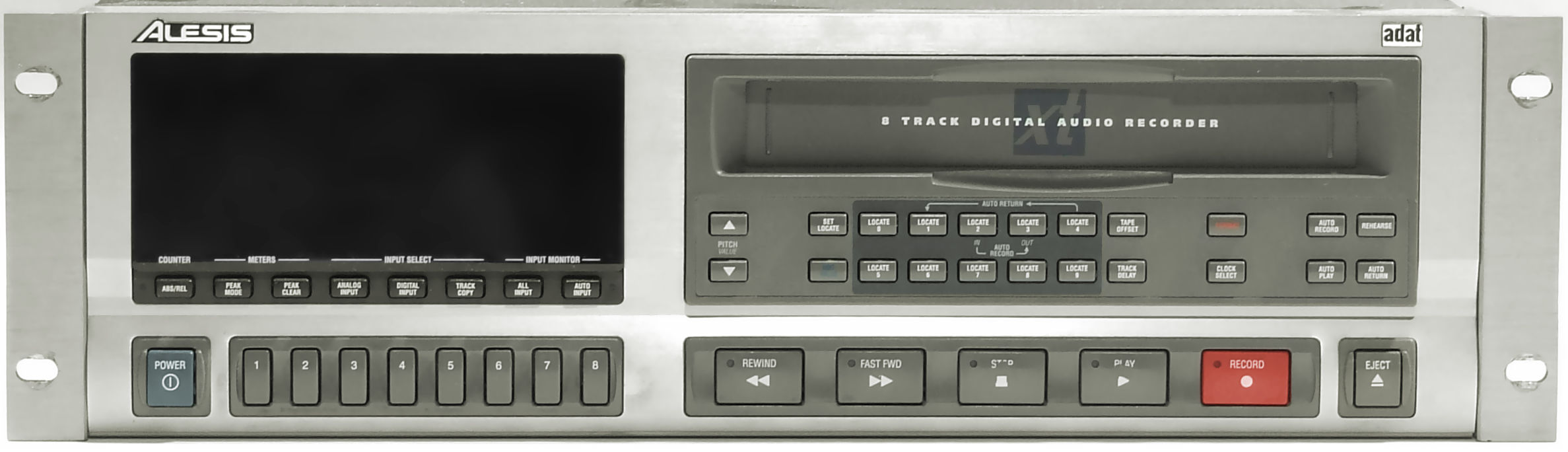
Un grabador de audio ADAT XT de 8 canales.

El ADAT XT-20 es un formato MDM que permite la grabación digital multipista sobre una cinta S-VHS convencional. 
El ADAT XT-20 fue un formato de la compañía Alesis para sustituir al ADAT. La principal evolución fue que pasaba a aumentar la resolución a 20 bits. Como las ventas de éste, eran escasas, Alesis sacó el ADAT LX20, una versión más barata del ADAT XT-20.
- Datos: Q10843415